# وهیتمور (آیووا)
وهیتمور (به انگلیسی: Whittemore) شهری در ایالت آیووا کشور ایالات متحده آمریکا است که جمعیت آن در سرشماری سال ۲۰۱۰ میلادی، ۵۰۴ نفر بوده‌است.